# Krtek bělohlavý
Krtek bělohlavý (Parascalops breweri) je krtkovitý hmyzožravec, jediný zástupce rodu Parascalops. Řadí se mezi tzv. chvostoocasé krtky, kteří mají krátký, tlustý a dlouze osrstěný ocas. Žije v Severní Americe, má podobné rozšíření jako krtek hvězdonosý (Condylura cristata), avšak obývá výhradně suchá místa. Chová se podobně jako naši krtci.